# Саид, Ибрагим (футболист, 2002)
Ибрагим Мухаммад Саид (англ. Ibrahim Muhammad Said; род. 15 июня 2002, Нигерия) — нигерийский футболист, вингер клуба «Мотеруэлл».

## Клубная карьера
Саид — воспитанник футбольной академии «Дадо Бабес». В 2020 году игрок подписал контракт с датским «Виборгом», где сначала выступал за дублирующий состав. 16 апреля 2021 года в матче против «Эсбьерга» он дебютировал в Первой лиге Дании. 21 мая в поединке против «Фредерисии» Ирагим забил свой первый гол за «Виборг». По итогам сезона игрок помог клубу выйти в элиту. 18 июля в матче против «Норшелланна» он дебютировал в датской Суперлиге. Летом 2025 года Саид перешёл в шотландский «Мотеруэлл», подписав контракт на два года.

## Международная карьера
В 2019 году в составе юношеской сборной Нигерии Саид принял участие в юношеском чемпионате мира в Бразилии. На турнире он сыграл в матчах против команд Венгрии, Эквадора, Австралии и Нидерландов. В поединках против венгров Ибрагим сделал хет-трик.